# Pantan Lues (Terangun)
Pantan Lues is een bestuurslaag in het regentschap Gayo Lues van de provincie Atjeh, Indonesië. Pantan Lues telt 215 inwoners (volkstelling 2010).